# Caesalpinia spokanensis
Caesalpinia spokanensis là một loài thực vật có hoa trong họ Đậu. Loài này được (Knowlton) Herendeen & Dilcher miêu tả khoa học đầu tiên năm 1991.